# Hooded Menace
Hooded Menace ist eine finnische Death-Doom-Band aus Joensuu, die im Jahr 2007 gegründet wurde.

## Geschichte
Die Band wurde im Sommer 2007 von Lasse Pyykkö gegründet. Die Band entwickelte die ersten Lieder und veröffentlichte das erste Demo The Eyeless Horde im Jahr 2007. 2008 erschien das Demo erneut als EP bei Doomentia Records. Die Band erreichte einen Vertrag bei Razorback Records und veröffentlichte bei diesem Label ihr Debütalbum Fulfill the Curse im Jahr 2008 auf CD. Die Vinylversion erschien ein Jahr später bei Doomentia Records. Im Jahr 2009 unterzeichnete die Band einen Vertrag bei Profound Lore Records und veröffentlichte 2010 das Album Never Cross the Dead. Es folgten Split-Veröffentlichungen bei Doomentia Records, sowie eine Vinylversion von Never Cross the Dead. 2010 veröffentlichte Doomentia Fulfill the Curse erneut. Im Juni 2011 nahm Relapse Records die Band erneut unter Vertrag. Die Band wird ihr Album Effigies of Evil voraussichtlich am 11. September 2012 in Europa und am 25. September 2012 in den USA veröffentlichen.

## Stil
Die Band spielt eine Mischung aus Doom- und Death-Metal, wobei Einflüsse von Bands wie Cathedral, Candlemass und Asphyx hörbar sind.

## Diskografie
- 2007: The Eyeless Horde (Demo, Eigenveröffentlichung)
- 2008: The Eyeless Horde (EP, Doomentia Records)
- 2008: Fulfill the Curse (Album, Razorback Records)
- 2010: Hooded Menace / Anima Morte (Split mit Anima Morte, Doomentia Records)
- 2010: Never Cross the Dead (Album, Profound Lore Records)
- 2010: Hooded Menace / Coffins (Split mit Coffins, Doomentia Records)
- 2011: Hooded Menace / Ilsa (Split mit Ilsa, Contagion Releasing)
- 2011: Asphyx / Hooded Menace (Split mit Asphyx, Doomentia Records)
- 2012: Hooded Menace / Horse Latitudes (Split mit Horse Latitudes, Doomentia Records)
- 2012: Effigies of Evil (Album, Relapse Records)
- 2014: A View from the Rope (Split mit Loss, Doomentia Records)
- 2014: Labyrinth of Carrion Breeze (EP, Doomentia Records)
- 2015: Darkness Drips Forth (Album, Relapse Records)
- 2018: Ossuarium Silhouettes Unhallowed (Album, Season of Mist)
- 2021: The Tritonus Bell (Album, Season of Mist)